# William Ramallo
William Luis Ramallo Fernández (Cochabamba, 4 de julio de 1963) es un exfutbolista y entrenador boliviano. Como jugador, se desempeñó como delantero. A nivel internacional jugó para Bolivia desde 1989 hasta 1997, siendo el goleador de las eliminatorias sudamericanas en 1993 con 7 goles. Además participó con su selección en la Copa Mundial de 1994 jugando los 3 encuentros.
Es padre del futbolista Rodrigo Ramallo.

## Selección nacional

### Participaciones enCopas del Mundo
| Torneo            | Sede           | Resultado      | PJ | Goles | Asis |
| ----------------- | -------------- | -------------- | -- | ----- | ---- |
| Copa Mundial 1994 | Estados Unidos | Fase de grupos | 3  | 0     | 0    |

### Participaciones enCopas América
| Torneo            | Sede    | Resultado      | PJ                           | Goles | Asis |
| ----------------- | ------- | -------------- | ---------------------------- | ----- | ---- |
| Copa América 1993 | Ecuador | Fase de grupos | 0 (3 partidos como suplente) | 0     | 0    |

### Participaciones enEliminatorias al Mundial
| Eliminatoria                          | Sede del Mundial       | Posición               | Resultado              | PJ | Goles | Asis |
| ------------------------------------- | ---------------------- | ---------------------- | ---------------------- | -- | ----- | ---- |
| Eliminatorias Mundial de Italia 1990  | Italia                 | 2°lugar 6pts Grupo 1   | Eliminado              | 4  | 2     | 0    |
| Eliminatorias Mundial de USA 1994     | Estados Unidos         | 2°lugar 11pts Grupo B  | Clasificado            | 8  | 7     | 0    |
| Eliminatorias Mundial de Francia 1998 | Francia                | 8°lugar 17pts          | Eliminado              | 3  | 0     | 0    |
| Total en Eliminatorias                | Total en Eliminatorias | Total en Eliminatorias | Total en Eliminatorias | 15 | 9     | 0    |

### Goles internacionales
| #  | Fecha      | Ciudad       | Oponente  | Marcador | Resultado | Competencia                | Goles |
| -- | ---------- | ------------ | --------- | -------- | --------- | -------------------------- | ----- |
| 1. | 20-08-1989 | La Paz       | Perú      | 2–1      | Victoria  | Eliminatorias Mundial 1990 |       |
| 2. | 10-09-1989 | Lima         | Perú      | 1–2      | Victoria  | Eliminatorias Mundial 1990 |       |
| 3. | 27-05-1993 | Cochabamba   | Paraguay  | 2–1      | Victoria  | Amistoso                   |       |
| 4. | 18-07-1993 | Puerto Ordaz | Venezuela | 1–7      | Victoria  | Eliminatorias Mundial 1994 |       |
| 5. | 15-08-1993 | La Paz       | Ecuador   | 1–0      | Victoria  | Eliminatorias Mundial 1994 |       |
| 6. | 22-08-1993 | La Paz       | Venezuela | 7–0      | Victoria  | Eliminatorias Mundial 1994 |       |
| 7. | 12-09-1993 | Montevideo   | Uruguay   | 2–1      | Derrota   | Eliminatorias Mundial 1994 |       |
| 8. | 19-09-1993 | Guayaquil    | Ecuador   | 1–1      | Empate    | Eliminatorias Mundial 1994 |       |
| 9. | 21-09-1994 | Santiago     | Chile     | 1–0      | Victoria  | Amistoso                   |       |

## Clubes

### Como jugador
| Club                    | País    | Año       |
| ----------------------- | ------- | --------- |
| Petrolero               | Bolivia | 1981-1985 |
| Bolívar                 | Bolivia | 1986      |
| Jorge Wilstermann       | Bolivia | 1987      |
| Bolívar                 | Bolivia | 1988      |
| Destroyers              | Bolivia | 1989      |
| The Strongest           | Bolivia | 1990      |
| Destroyers              | Bolivia | 1990-1993 |
| Oriente Petrolero       | Bolivia | 1994      |
| Independiente Petrolero | Bolivia | 1995      |
| Jorge Wilstermann       | Bolivia | 1996-1997 |
| San José                | Bolivia | 1998      |
| The Strongest           | Bolivia | 1999      |
| Real Potosí             | Bolivia | 1999      |
| Unión Central           | Bolivia | 2000      |
| Aurora                  | Bolivia | 2000      |

### Como entrenador
| Club                                              | País    | Año       |
| ------------------------------------------------- | ------- | --------- |
| Selección de fútbol de Bolivia (ayudante técnico) | Bolivia | 2006-2009 |
| Nacional Potosí                                   | Bolivia | 2016      |
| San José (ayudante técnico)                       | Bolivia | 2019      |

## Palmarés

### Como entrenador
Títulos nacionales
| Título               | Club         | País    | Año  |
| -------------------- | ------------ | ------- | ---- |
| Copa Bolivia Ascenso | Enrique Happ | Bolivia | 2012 |

### Distinciones individuales
| Año  | Premio                                                            |
| ---- | ----------------------------------------------------------------- |
| 1993 | Máximo goleador de las Eliminatorias Sudamericanas 1994 (7 goles) |